# Hiram Wild
Hiram Wild (Sheffield, 15 de marzo de 1917-28 de abril de 1982) fue un botánico inglés, que fue profesor de Botánica en la Universidad de Zimbabue, muy reconocido por su especialización en la flora del centrosur de África.
Fue editor de "Flora Zambesiaca".

## Algunas publicaciones

### Libros
- w.f. Collins, hiram Wild, john collier fredrick Hopkins. 1950. Poisonous plants of the Marandellas District. 21 pp.
- 1955. Common Rhodesian weeds. Ed. Govt. Printer. 220 pp.
- 1961. Harmful aquatic plants in Africa and Madagascar. Nº 14 de Joint project, Joint Secretariat C.C.T.A./C.S.A. 68 pp.
- a.w. Exell, hiram wild, a. Fernandes. 1963. Flora zambesiaca: Mozambique, Federation of Rhodesia and Nyasaland, Bechuanaland Protectorate, vol. 2
- 1968. Weeds and aliens in Africa: the American immigrant. 30 pp.
- ---------, edmund a.c.l.e. Schelpe. 1970. Flora zambesiaca: Mozambique, Malawi, Zambia, Rhodesia, Botswana. Pteridophyta, Parte 1. 254 pp.
- a. Fernandes, arthur wallis Exell, maria adélia Diniz, sheila s. Hooper, hiram Wild, maria leonor Gonçalves. 1973. Flora de Moçambique. 16 pp. Varias reediciones.
- w.c. Verboom, d.b. Fanshawe, hiram Wild, k. Neale. 1973. Common weeds of arable land. 130 pp.
- hiram Wild, o.a. Leistner. 1984. Flora of southern Africa: Tiliaceae. Tiliaceae, Parte 1. 44 pp. ISBN 0621082562

- La abreviatura «Wild» se emplea para indicar a Hiram Wild como autoridad en la descripción y clasificación científica de los vegetales.[1]